# Ángel Herrera Oria

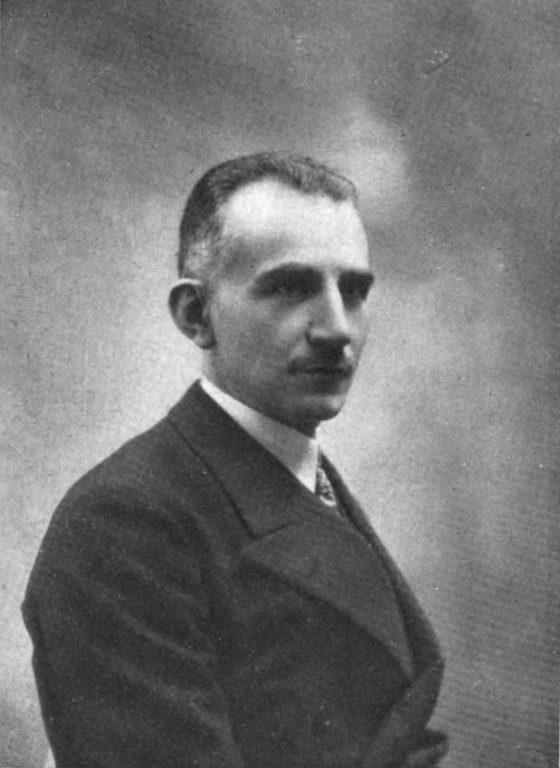
Ángel Herrera Oria (1934)

Kardinalswappen

 Ángel Kardinal Herrera Oria, auch Angel Herrera y Oria (* 19. Dezember 1886 in Santander, Kantabrien; † 28. Juli 1968 in Madrid) war ein spanischer Rechtsanwalt, Journalist, Politiker und Theologe. Er war Bischof von Málaga und Kardinal der Römischen Kirche.

## Leben
Ángel Herrera Oria machte sein Abitur im Jesuitenkolleg von Valladolid und studierte Rechtswissenschaft an der Universität Salamanca. 1907 trat er in den Anwaltsdienst des Staates ein und wurde zunächst nach Burgos versetzt. Bereits 1908 ließ er sich beurlauben und verließ Burgos wieder, um an der Zentraluniversität in Madrid in Rechtswissenschaft zu promovieren. Anschließend kehrte er in den Staatsdienst zurück.

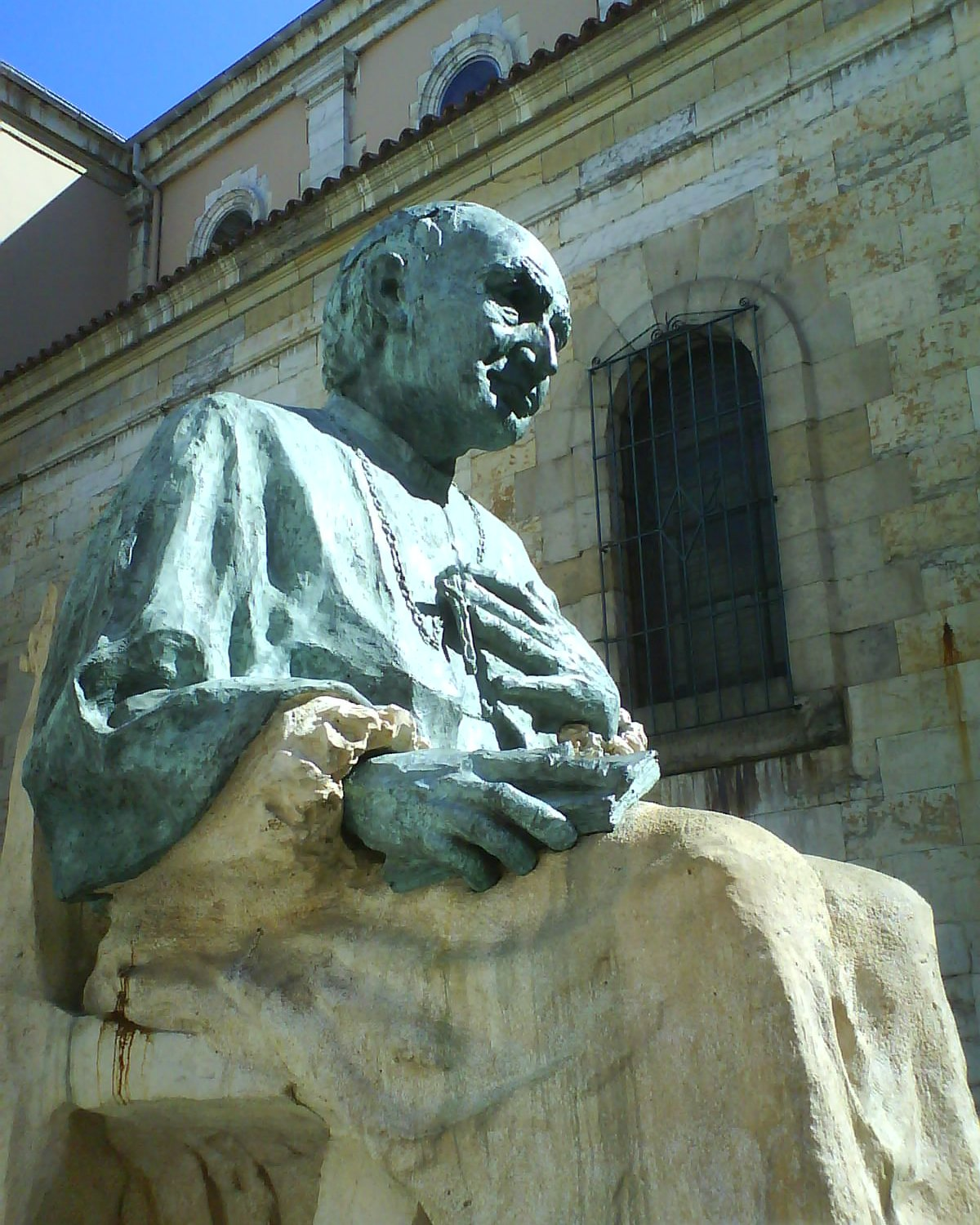
Kardinal-Bischof Ángel Herrera Oria von Málaga

1910 wurde Herrera Oria erster Vorsitzender der seit Dezember 1909 auf Anregung des Jesuiten und Priesters Ángel Ayala in Gründung befindlichen Asociación Católica Nacional de Propagandistas (ACNP), zur Verbreitung katholischer Positionen im öffentlichen Leben. 1911 gründete er die Zeitung El Debate und den sie herausgebenden Verlag, denen er in den Jahren 1911 bis 1933 als Direktor vorstand. Unter seiner Leitung wurde El Debate in den 1920er Jahren zu einer der einflussreichsten Zeitungen Spaniens. Seit 1926 gehörte zur Zeitung die Escuela de Periodismo, die sich zu einer angesehenen Journalistenschule entwickelte.
In der Zeit der Zweiten Republik war Herrera Oria ein bekannter Sprecher des spanischen Sozialkatholizismus. Politisch vertrat er eine gemäßigt konservative Position, die nicht auf die unbedingte Restauration der Monarchie drängte. Er war Vorsitzender der Partei Acción Nacional (später in Acción Popular umbenannt, da nur staatliche Institutionen den Namensbestandteil „national“ enthalten durften), die einen wichtigen Bestandteil der katholisch-konservativen Sammelpartei CEDA bildete. Von 1933 bis 1936 war Herrera Oria Präsident des Zentralkomitees der Katholischen Aktion in Spanien. Kurz vor Beginn des spanischen Bürgerkriegs 1936 begab er sich an die Universität Freiburg, um Katholische Theologie zu studieren. Am 28. Juli 1940 empfing er dort das Sakrament der Priesterweihe. Er kehrte 1943 nach Spanien zurück und wirkte bis 1947 als Seelsorger in der Diözese Santander.
Am 24. April 1947 ernannte Papst Pius XII. Ángel Herrera Oria zum Bischof von Málaga. Die Bischofsweihe spendete ihm am 30. Juni 1947 der Apostolische Nuntius in Spanien und spätere Kardinal Gaetano Cicognani, Mitkonsekratoren waren José María Eguino Trecu, Bischof von Santander, und Juan Hervás y Benet, Koadjutor von Mallorca. 1965 wurde er als Kardinalpriester mit der Titelkirche Sacro Cuore Immacolato di Maria ai Parioli in das Kardinalskollegium aufgenommen. Er nahm an der zweiten, dritten und vierten Session des Zweiten Vatikanischen Konzils teil.
Ángel Herrera Oria starb am 28. Juli 1968 in Madrid und wurde in der Kathedrale von Málaga beigesetzt.

## Seligsprechungsprozess
Im November 1995 wurde der Seligsprechungsprozess eröffnet.

## Schriften
- El Diálogo. In: Instituto Social León XIII (Hrsg.): El diálogo según la mente de Pablo VI. Comentarios a la „Ecclesiam suam“. Biblioteca de autores christianos, Madrid 1968, S. 315–341.
- Obras completas. Herausgegeben von José Luis Gutiérrez García. 6 Bände. Biblioteca de autores cristianos, Madrid 2002–2005, ISBN 84-7914-538-2.